# Fédération des conservatoires botaniques nationaux

## Historique
La Fédération des conservatoires botaniques nationaux (FCBN) est une association loi de 1901 créée en 1999 en France pour regrouper les conservatoires botaniques nationaux (CBN).
A l’origine, les statuts de la Fédération des CBN ont été approuvés par un arrêté du ministère de l'Aménagement du territoire et de l'Environnement (à l'époque Dominique Voynet) en date du 7 juin 1999.
La Fédération avait alors pour objectif principal de permettre l'expression et/ou l'intervention commune des CBN sur toutes les questions concernant la connaissance, la préservation, la gestion et la valorisation du patrimoine végétal et des milieux naturels, conformément à leur cahier des charges.
Elle avait notamment pour but d'aider à la mise en œuvre et au développement de la politique définie par les pouvoirs publics en matière de préservation et de valorisation du patrimoine végétal sauvage et d'y participer.
À partir de 2010, en application de la loi du 12 juillet 2010 dite loi « Grenelle II », la Fédération des CBN a assuré la coordination technique des conservatoires botaniques nationaux. Cette mission a été transférée au 1er janvier 2017 à l'Agence française pour la biodiversité créée par la loi du 8 août 2016 pour la reconquête de la biodiversité. Le transfert effectif de la mission de coordination technique des CBN s'est effectué le 1er juin 2017.

## Missions
Depuis 2019, la Fédération des CBN a évolué pour recentrer son objet, en veillant à une bonne articulation avec les missions exercées par l’Office français de la biodiversité.  Elle est désormais chargée  
- d’assurer la promotion, la défense et la représentation des intérêts des CBN, sur le plan politique, scientifique et technique 
- de participer à la communication sur les CBN et leurs actions collectives.

Elle a maintenu son siège social au Muséum national d'histoire naturelle, dans le 5e arrondissement de Paris.